# Росталь
Росталь (нім. Roßtal) — громада в Німеччині, розташована в землі Баварія. Підпорядковується адміністративному округу Середня Франконія. Входить до складу району Фюрт.
Площа — 44,40 км2. Населення становить 10 127 ос. (станом на 31 грудня 2020).